# Raoul et Jean Brunon
Pour les articles homonymes, voir Brunon.
Raoul Brunon né le 5 juillet 1892 à Marseille et mort le 24 octobre 1917 au Chemin des Dames et Jean Brunon né le 25 octobre 1895 à Marseille et mort le 22 mai 1982 à Fourquevaux dans la Haute-Garonne, deux frères enfants de la bourgeoisie marseillaise, collectionnent image d'Épinal, soldats de papier à découper et petits soldats de plomb. Comme tous les garçons de leur âge, ils ont pris le goût de ces armées qui manœuvrent au doigt et à l'œil et dont les pertes s'annulent après chaque combat pour mieux renaître le lendemain en de nouvelles unités.

## La constitution de la collection
L'adolescence prenant le pas sur l'enfance, les jouets sont vite remplacés par des pièces véritables : fusils, shakos, casques et autres sabres. La collection démarre réellement à partir de 1908, et les deux frères transforment peu à peu leurs chambres en musée. Ils sont néanmoins tous les deux mobilisés en 1914. 
Jean souscrit un engagement pour la « Coloniale » en 1914, puis passe au 57e régiment d’artillerie.
Raoul, passionné d’histoire, est incorporé dans le train, puis sur volontariat au sein du 14e Bataillon de chasseurs alpins. Puis il est muté au 6e Bataillon de chasseurs alpins ; il est tué au Chemin des Dames le 23 octobre 1917 alors qu'il détenait le grade de sergent. 
Jean revient indemne de la Première Guerre mondiale. Libéré de ses obligations militaires après quatre ans de guerre, il est maréchal des logis, titulaire de la croix de guerre. Il retrouve la petite collection de souvenirs militaires commencée par son frère. Il l'enrichit en l'entassant sur 3 étages, dans sa maison sise 174 rue Consolat à Marseille. Il arpente en pèlerinage dès 1919 les champs de bataille en y récupérant pour la mémoire des combattants des pièces et souvenirs témoignant plus de la souffrance des hommes que de la gloire des combattants.
Soucieux d'élargir le champ de ses connaissances, il rejoint très vite La Sabretache qui rassemble connaisseurs et collectionneurs et dont elle est un véritable vivier français. Il décide alors de se spécialiser sur la période post Louis XIV jusqu'au Second Empire, en éludant finalement la Première Guerre mondiale.
En même temps que sa collection, Jean Brunon s'organise et constitue un véritable recueil d'archives et sa bibliothèque. Des compléments idéaux, indispensables pour faire vivre sa collection. Grâce à ses recherches, il va pouvoir être un des premiers à rappeler (à l'inverse de Masson par exemple) que Napoléon avait créé et organisé un corps de cavalerie : les éclaireurs de la Garde impériale, qu'il met en lumière dans deux de ses livres (cf : bibliographie).
À partir de 1934 la renommée de la collection devient nationale grâce à un article dans le journal L'Illustration. D'un point de vue qualitatif comme quantitatif, la collection dépasse largement le cadre privé et la Société des Amis de la Collection Raoul et Jean Brunon est créée, afin de transmettre au public ce trésor.
En 1967, sa collection de 10 000 pièces est achetée par le musée de l’Armée et placée au château de l'Empéri à Salon-de-Provence.
Il devient le 1er conservateur de ce nouveau musée.
En 1950, il devient membre de l’ADEP.
Il est élu membre correspondant de l'Académie des sciences d’Outre-Mer le 18 décembre 1952.

## La Légion étrangère
En 1931, le colonel Paul-Frédéric Rollet fait appel à lui pour réaliser le Livre d’Or. À la même époque, il apporte son concours à la réalisation de la Maison du légionnaire à Auriol en cours de construction. Il en devient membre du conseil d’administration. De 1937 à 1939, il soutient le journal « Vert et Rouge ».
Pendant la Seconde Guerre mondiale, il « soustrait » aux Allemands 44 drapeaux et étendards ainsi qu’un fichier de militaires. 
Il est nommé caporal d’honneur de la Légion étrangère le 21 mai 1945 puis promu caporal-chef d’honneur en 1953  matricule 12.001 bis. En 1958, il publie le deuxième Livre d’Or, avec l’aide de Georges Manue, puis il participe aux éditions de 1976 et de 1981.
La Seconde Guerre mondiale met un coup d'arrêt à la collection, mais Jean Brunon se distingue à nouveau à la libération par des voyages récurrents en Allemagne afin de rendre à la France nombre de trésors nationaux emportés par les troupes d'occupation à partir de 1940.

## Le château de l'Empéri
Après plusieurs expositions, dont la plus célèbre en 1955 au Palais de la Bourse à Marseille, Jean Brunon propose tout naturellement à sa ville natale de faire don de sa collection. Gaston Defferre, alors député-maire de la cité phocéenne décline l'offre, et Jean Brunon se tourne alors vers Salon-de-Provence, où il avait organisé sa 21e exposition en 1965.
Avec l'appui de Jean Francou, maire de Salon-de-Provence, et Pierre Messmer, ministre des Armées, la collection, promue au rang de patrimoine national, est dévolue au musée de l'Armée (Hôtel des Invalides à Paris).
Des expositions sont organisées en attendant la reconstitution au château de l'Empéri à Salon-de-Provence.
Dans les années 1970, la collection s'exporte profitant de l'énorme engouement autour du Premier Empire : Montréal en 1974, Londres en 1976, puis Yorktown et enfin le Japon.
Le 23 mai 1982, Jean Brunon meurt à Fourquevaux dans la Haute-Garonne à l'âge de 86 ans et il est inhumé à Marseille.
Son fils Raoul (1931-1998), reprend le flambeau en modernisant le château de l'Empéri et en ouvrant de nombreuses nouvelles salles ; il sera élu à l'académie de Marseille en 1987.